# Felice Schragenheim
Felice Schragenheim, nota anche con lo pseudonimo di Jaguar (Berlino, 9 marzo 1922 – Bergen, 31 dicembre 1944), è stata un'antifascista tedesca di religione ebraica.

## Biografia
È conosciuta per la sua tragica storia d'amore con Lilly Wust e per la sua morte avvenuta probabilmente durante la marcia dal campo di concentramento di Gross-Rosen a quello di Bergen-Belsen, o comunque, non più tardi del marzo 1945 a Bergen-Belsen. La storia della sua relazione con Lilly Wust è rappresentata nel film del 1999 Aimée & Jaguar, e in un libro dallo stesso nome scritto da Erica Fischer. È anche il soggetto di un documentario del 1997 chiamato in italiano Una storia d'amore a Berlino.

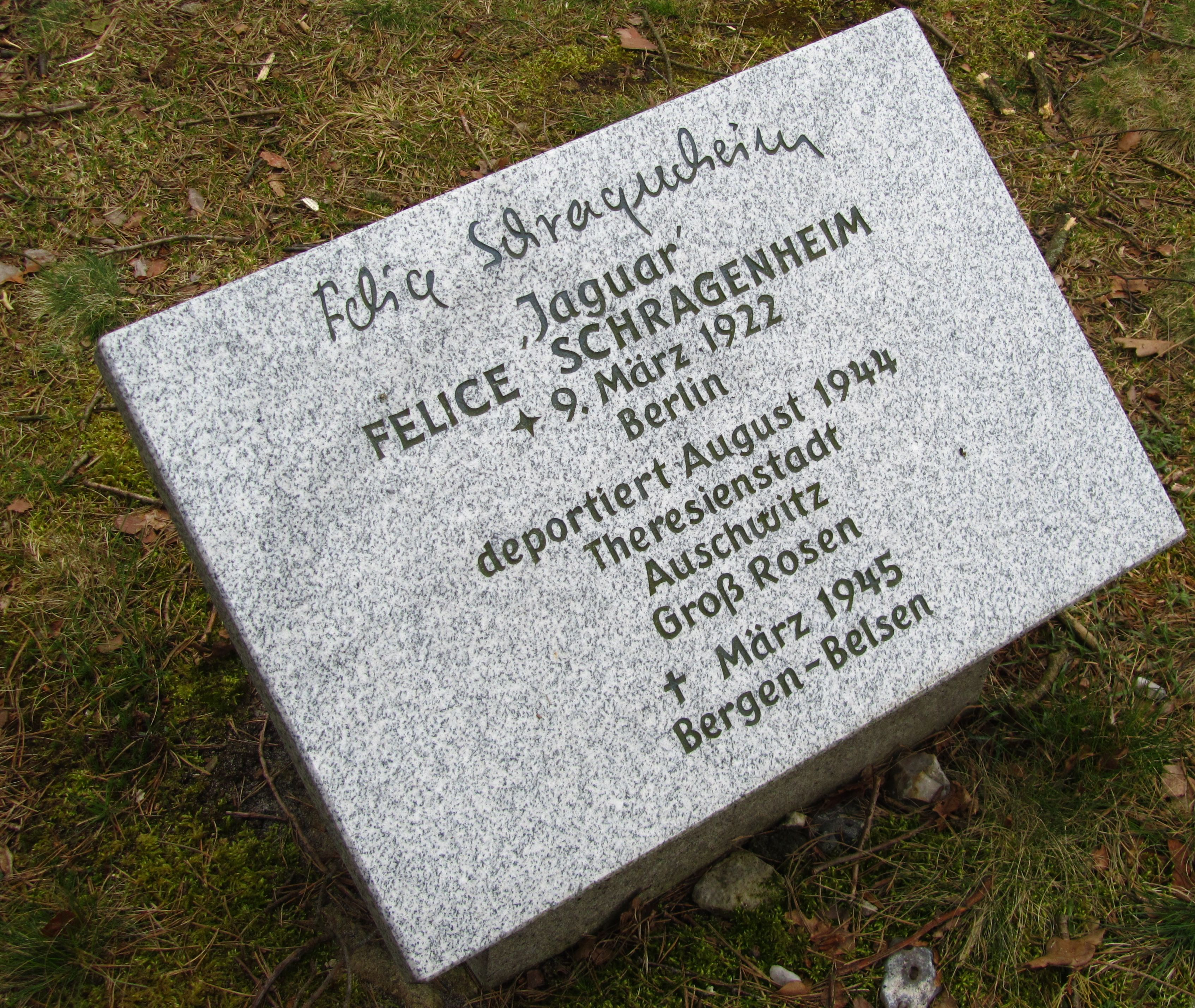
Memoriale di pietra al campo di concentramento di Bergen-Belsen.

A causa del suo essere ebrea (e non a causa della sua relazione con Lilly Wust), Schragenheim fu deportata da Berlino a KZ Theresienstadt (ora Repubblica Ceca) l'8 settembre 1944 dalla nazionalsocialista Gestapo (trasporto nr. I/116). Il 9 ottobre 1944 fu deportata da Theresienstadt al campo di sterminio di Auschwitz Birkenau per essere messa a morte (trasporto nr. Ep). 
Quando le camere a gas e crematorie furono smantellate e fatte esplodere tra il novembre del 1944 e il gennaio del 1945, lo sterminio di massa di Auschwitz arrivò gradualmente a una fine. I prigionieri, compresa Felice, furono costretti a una marcia per il campo di sterminio di Groß-Rosen, forse più tardi anche verso il campo di sterminio di Bergen-Belsen. Il luogo e la data della sua morte sono sconosciuti. Ufficialmente, la data della sua morte è il 31 dicembre 1944 secondo la corte di Berlino del 1948. I parenti hanno posto un memoriale di pietra a Bergen-Belsen, scrivendo "Marzo 1945" come data di morte.